# Кейсі Макквістон
Кейсі Макквістон (англ. Casey McQuiston) — американські автори романтичних романів. Їхній дебютний роман «Червоний, білий та королівський синій» 2019 року став бестселером New York Times. Вони були включені до списку Time 100 Next за 2022 рік журналу Time. В 2021 році випустили свій другий роман «Остання зупинка».

## Особисте життя
Макквістон народилися 21 січня 1991 року та росли в Батон-Ружі, Луїзіана.
Вони навчались в Університеті штату Луїзіана та отримали ступінь журналістки. Перш ніж опублікувати свою першу книгу, вони були офіціанткою, фрілансеркою і багато працювали у видавництві журналів. Макквістон раніше жили в Форт-Коллінзі, штат Колорадо, а зараз живуть в Нью-Йорку, штат Нью-Йорк.
Макквістон — квір, небінарні й використовують займенники вони/їх. Макквістон сказали, що пишуть романтичні комедії про квір людей, тому що виросли в консервативній євангельській християнській школі й хочуть писати книги, які змусили б їх почуватися менш ізольованими, як квір підлітки.

## Кар'єра
Наразі Макквістон представляє Сара Мегібоу в KT Literary. Крім того, у 2020 році вони отримали нагороду Alex Awards за свою дебютну книгу «Червоний, білий та королівський синій». А в 2021 році посіли з книгою «Остання зупинка» шосте місце в десятці найкрщих любовних романів на Bookpage.

## Український переклад
В 2023 році Ілона Віннічук переклала українською книгу Макквістон «Червоний, білий та королівський синій», а в 2024 році вийшов український переклад від Катерини Корнієнко роману «Остання зупинка». Обидві книжки вийшли у видавництві ARTBOOKS. 